# 比斯滕湖
54°23′26″N 9°41′18″E / 54.39056°N 9.68833°E

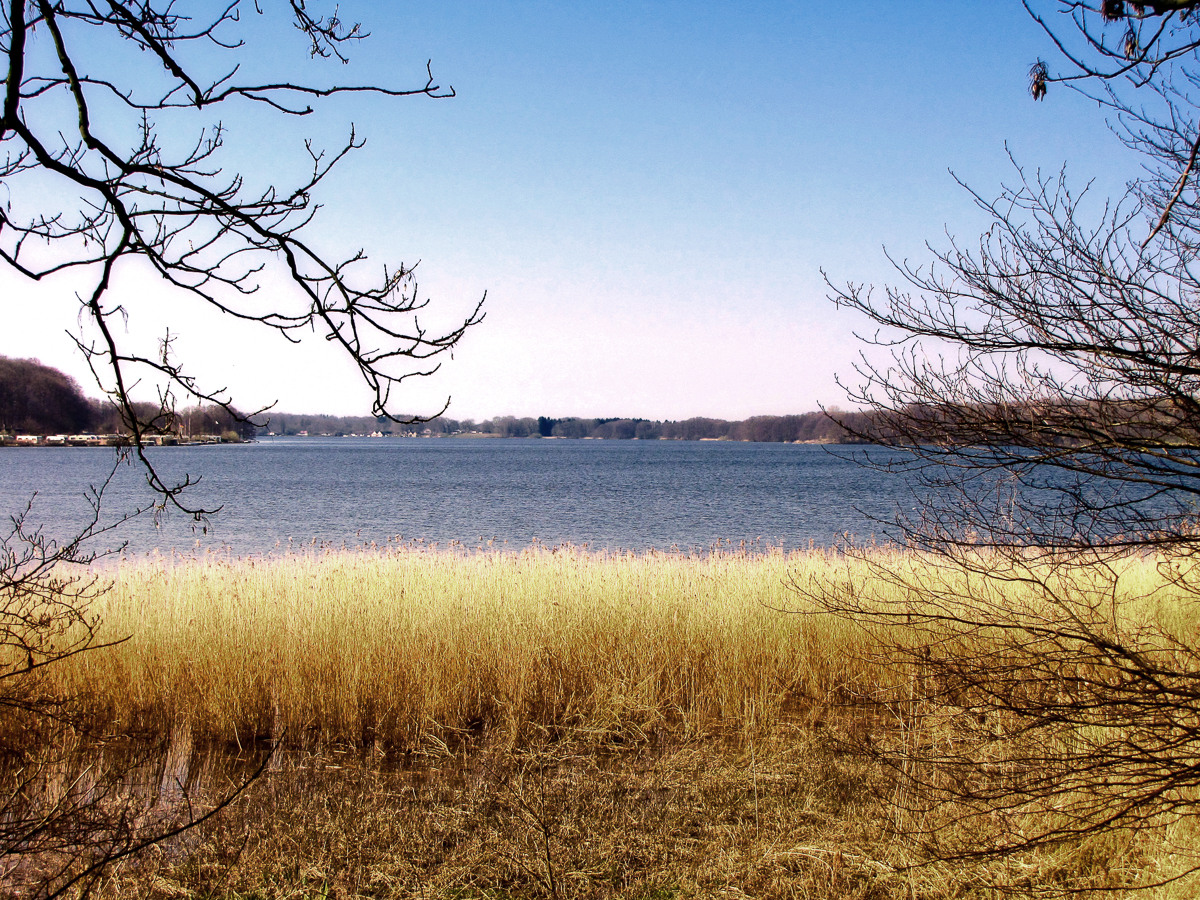

比斯滕湖（德語：Bistensee），是德國的湖泊，位於該國北部石勒蘇益格-荷爾斯泰因州，由倫茨堡-埃肯弗德縣負責管轄，長2.5公里、寬1公里，面積1.5平方公里，海拔高度12米，平均水深7.4米，最大水深14.7米，水體容量1,076萬立方米，湖岸線長度7.4公里。